# Hi! Hi! Hi!
«Hi! Hi! Hi!» es el segundo sencillo extraído del álbum de Sandra Mirrors, y tenía la responsabilidad de consolidar el éxito alcanzado por los cuatro primeros sencillos publicados previamente por la cantante en Europa. 
La canción fue producida por Michael Cretu y Armand Volker, la letra fue escrita por  Michael Cretu y Klaus Hirschburger, y su música fue compuesta por Michael Cretu y Hubert Kemmler. La carátula del sencillo fue diseñada por Mike Schmidt (Ink Studios) y la fotografía fue tomada por Dieter Eikelpoth.
La voz masculina que acompañaba a Sandra en la canción era la del cantante alemán Hubert Kemmler, líder de la banda alemana Hubert Kah. El vídeo musical consistió en Sandra cantando en un escenario ante una gran audiencia y haciéndose acompañar por varios músicos de estudio en el cual el bajista Peter Ries hacía con su mímica la voz acompañante de Hubert Kemmler. 
Entró en el top 20 alemán el 25 de septiembre de 1986, en donde permaneció durante ocho semanas, de las cuales dos estuvo en la posición número 7.

## Sencillo
- Sencillo 7"

A: «Hi! Hi! Hi!» - 3:31
B: «You'll Be Mine» - 4:33
- Sencillo 12"

A: «Hi! Hi! Hi!» (Extended Version) - 6:12
B1: «You'll Be Mine» - 4:33
B2: «Hi! Hi! Hi!» - 3:31

## Posiciones
| País (1986)  | Puesto alcanzado |
| ------------ | ---------------- |
| Alemania     | 7                |
| Austria      | 12               |
| Francia      | 13               |
| Israel       | 5                |
| Italia       | 8                |
| Países Bajos | 47               |
| Suiza        | 20               |